# Svetlana Kitić
Pour les articles homonymes, voir Dašić.
Svetlana Kitić, née le 7 juin 1960 à Tuzla, est une ancienne handballeuse yougoslave puis bosnienne. Elle est la première joueuse à avoir été élue meilleur handballeusee mondiale de l'année, en 1987. En 2010, elle a été élue meilleure joueuse de tous les temps par lors d'un vote sur internet organisé par la Fédération internationale de handball.

## Biographie
Svetlana Kitić nait en 1960 à Tuzla dans une famille serbe de Bosnie. Dès la petite enfance, elle a commencé à s'intéresser au sport, en particulier au football et au basket-ball. Mais l'entraîneur estimant qu'elle était trop petite pour ce sport, Svetlana a répondu positivement à l'offre de son professeur de s'essayer au handball. Rapidement, à juste 14 ans, elle devient la meilleure buteuse du championnat yougoslave de deuxième division avec son club de Tuzla. En 1975, l'un des clubs de handball les plus puissants, le Radnički Belgrade, tente de recruter la joueuse. Cependant, les dirigeants e Tuzla n'avaient pas l'intention de lâcher leur pépite et Svetlana a été confronté à un choix : rester à Tuzla ou rejoindre le Radnichki mais attendre un an avant de pouvoir jouer en sanction d'une rupture du contrat.
C'est donc en 1976 qu'elle joue ses premiers matchs avec le Radnički Belgrade et avec succès puisqu'elle connait sa première sélection en équipe nationale de Yougoslavie dès septembre 1976 à Odessa contre l'équipe nationale de Tchécoslovaquie, devenant un véritable héros du match et inscrivant 6 buts dans les 10 dernières minutes du match (23-17). Après avoir été Championne du monde junior en 1977, elle participe un an plus tard à sa première compétition internationale à l'occasion du Championnat du monde 1978 terminé à la 5e place, Kitić étant la deuxième meilleure marqueuse yougoslave et la huitième toutes nations confondues.
L'une des années les plus réussies pour Kitić et pour tout le handball yougoslave a été 1980. En mars, elle remporte sa première Coupe des clubs des champions avec le Radnički puis participe aux Jeux olympiques de Moscou. Deuxième meilleure marqueuse de la compétition avec 29 buts en cinq matchs, il contribue significativement à la médaille d'argent remportée par la Yougoslavie. La même année, Svetlana est devenue une héroïne de potins après avoir épousé Blaž Slišković, l'un des footballeurs les plus prometteurs de Yougoslavie. Cependant, le couple se séparé après quatre mois.
En 1981 et 1982, Kitić et le Radnički remportent deux nouveaux titres de Champion de Yougoslavie mais s'incline en finale de la Coupe des clubs des champions, étant battus par le Spartak Kiev en 1981 puis par le Vasas Budapest en 1982. Néanmoins, enceinte, elle ne participe au Championnat du monde 1982 où la Yougoslavie remporte la médaille de bronze
Aux Jeux olympiques de 1984 à Los Angeles, le boycott de l'écrasante majorité des pays du bloc de l'Est et notamment de l'URSS a fait des Yougoslaves les favorites du tournoi. Avec 5 victoires en 5 matchs et, à titres individuel, 22 buts inscrits, la capitaine Kitić devient championne olympique. En revanche, au Championnat du monde 1986, la Yougoslavie termine troisième de sa poule derrière les deux autres favoris (URSS et Allemagne de l'Est) et termine ainsi la compétition à une décevante 6e place.
En 1987, le Radnički remporte son dernier titre de Champion de Yougoslavie et Kitić souhaite quitter Belgrade après avoir atteint la finale de la Coupe des clubs des champions six années de suite entre 1980 et 1985 et gagné la Coupe des vainqueurs de coupe en 1986. Contactée par le Hypo Niederösterreich, le transfert est refusé par la Fédération yougoslave qui ne voulait pas renforcer un adversaire en Coupe d'Europe. Finalement, alors qu'elle accumule 205 matchs internationaux pour la Yougoslavie, Kitic n'est autorisée qu'à rejoindre une équipe de deuxième division et signe ainsi pour le club allemand du Buxtehuder SV,. Après douze matchs, Kitić compte 111 buts et le BSV est troisième. Finalement, le club ne parvient pas à accéder en première division et Kitić, enceinte, quitte le club avant la fin de la saison.
C'est alors l'Italie et le HC Sassari qu'elle rejoint en 1988, et où elle évolue jusqu'en 1994. Entre-temps, elle a également remporté une médaille d'argent au Championnat du monde 1990.
Par la suite, elle retourne en ex-Yougoslavie où elle évolue à nouveau pour le Radnički Belgrade au moins 2000-2001 puis pour le club bosnien du ŽRK Željezničar Hadžići au moins 2002-2003. Elle met fin à sa carrière une première fois à 46 ans, puis fait son retour lors de la saison 2008-2009 à l'âge de 48 ans, toujours dans le club serbe du Radnički Belgrade.

### Vie privée
Son premier mari est le footballeur yougoslave Blaž Slišković : marié en septembre 1980, le couple se sépare au bout de 4 mois seulement. Son deuxième mari est Dragan Dašić, un joueur de handball avec qui Svetlana avait une relation avant son mariage avec Slišković. En 1983, Svetlana Kitic donne naissance à un fils, Nikola, qui, après leur divorce, a vécu avec son père à Belgrade. Le troisième mari de Svetlana Kitić est Goran Bogunović. Pendant les 5 années de leur union, le couple a donné naissance en 1991 à une fille, Maru, qui a ensuite suivi les traces de sa mère et est devenue handballeuse.
En 1995, Svetlana Kitić rencontre Zoran Kovačević, propriétaire de casinos. Si le couple n'a jamais officialisé leur relation en raison du fait que Kovačević avait une autre famille, une fille, Alexandra, naît de cette union en 1998. Une semaine plus tard, l'homme d'affaires est tué sur le pas de la porte de sa propre maison en raison du refus de rendre hommage aux racketteurs.
Enfin, son quatrième mari est Milan Magić avec qui elle manage un temps le ŽRK Radnički Belgrade.

## Palmarès

### Club
Compétitions internationales
- Coupe des clubs des champions (C1)
  - Vainqueur (2) : 1980, 1984.
  - Finaliste en 1981, 1982, 1983, 1985.
- Coupe des vainqueurs de coupe (C2)
  - Vainqueur (1) : 1986

Compétitions nationales
- Vainqueur du Championnat de Yougoslavie (10) : 1977, 1978, 1979, 1980, 1981, 1982, 1983, 1984, 1986 et 1987
- Vainqueur de la Coupe de Yougoslavie (4) : 1979, 1983, 1985 et 1986

### Sélection nationale
Jeux olympiques
- Médaille d'or aux Jeux olympiques de 1984 à Los Angeles,  États-Unis
- Médaille d'argent aux Jeux olympiques de 1980 à Moscou,  Union soviétique

Championnats du monde
- Médaille d'argent au Championnat du monde 1990,  Corée du Sud
- 5e place au Championnat du monde 1978,  Tchécoslovaquie
- 6e place au Championnat du monde 1986,  Pays-Bas

Autres
- Médaille d'or au Championnat du monde junior en 1977
- Médaille de bronze au Championnat du monde junior en 1979
- Médaille d'or aux Jeux méditerranéens de 1979

### Distinction personnelle
- Élue meilleure handballeuse mondiale de l'année en 1987
- Élue meilleure joueuse de tous les temps par lors d'un vote sur internet organisé par la Fédération internationale de handball en 2010[1]